# Marancar Julu
Marancar Julu is een bestuurslaag in het regentschap Tapanuli Selatan van de provincie Noord-Sumatra, Indonesië. Marancar Julu telt 969 inwoners (volkstelling 2010).